# El Mónsul-Barronal-Morrón de Los Genoveses
El Mónsul-Barronal-Morrón de Los Genoveses es un grupo de formaciones volcánicas en la provincia de Almería, Andalucía, España. Situado al sur del cabo de Gata.

## El Mónsul
El Mónsul está formado por pequeños conos volcánicos achatados y erosionados situados sobre la playa de Mónsul.

## Barronal
El cerro Barronal es un cono volcánico de forma irregular, situado a orillas del mar. En la parte central, se encuentra el cráter totalmente colapsado y abierta hacia el mar en forma de pequeño valle. El volcán está compuesto de andesita, y los líquenes es la única flora que predomina por sus laderas

## Morrón de Los Genoveses
El Morrón de Los Genoveses son los restos de un pequeño cono volcánico. Se sitúa sobre un cabo al S de la playa de los Genoveses.